# Эпернон
Эпернон (фр. Épernon) — коммуна в департаменте Эр и Луар северо-западной части Франции. 

## География
Эпернон располагается примерно в 27 километрах к северо-востоку от Шартра в месте слияния трёх рек Друэт, Гевиль и Гель. Город находится в 8  км к востоку от Ментенона, в 14  км к юго-западу от Рамбуйе и в 65  км к юго-западу от Парижа .

## История
В начале XI века король Франции Роберт II Благочестивый поручил Гильому де Монфору, двоюродному брату графа Ренье IV де Эно, построить в лесу Ивелин два замка для защиты королевской крепости Сен-Леже-ан-Ивелин, в окрестностях которой находились его охотничьи угодья. Один из замков получил название Спарнон. Первоначально он был деревянным, но позже сын Гильома Амори I де Монфор начал возводить каменный замок, который был достроен уже после его смерти. Рядом с замком располагалась деревня, которая существовала и ранее. В хартиях XII—XIII века город именовался Спарно (лат. Sparno) или Спарнон (лат. Sparnonum), но уже в XIV веке он стал называться Эспарнон или Эспернон (фр. Esparnon или Espernon), что близко к современному именованию.
В руках сеньоров (с 1220-х годов — графов) де Монфор Эпернон оставался приблизительно до 1256 года, когда дочь Амори VI де Монфора Лаура получила его в приданое, выходя замуж за Фердинанда, графа Омальского. Эпернон перешел к потомкам от этого брака, а потом к графам Вандома. Во время Столетней войны англичане в 1426 году передали Эпернон сеньору де Шастеллю Клоду де Бовуару, но в 1440 году он был возвращён графу Вандома Людовику I де Бурбону.
В руках графов (а с 1514 года — герцогов) Вандома Эпернон оставался до 1581 года, когда король Генрих III купил Эпернон у короля Наварры Генриха де Бурбона, передав его своему миньону Жану Луи де Ногаре де Ла Валетту. При этом Эпернон был возведён в статус герцогства.
В XVIII веке герцог Антен Луи де Пардайан де Гондрен продал Эпернон герцогу де Ноай, после чего титул герцога Эпернона исчез.

## Образование
В Эперноне существует средняя школа, основанная в 1973 году, названная в честь французского математика Мишеля Шаля.

## Население
| Год  | Численность | Численность |
| ---- | ----------- | ----------- |
| 1968 | 3329        | [ 4 ]       |
| 1975 | 4200        | [ 4 ]       |
| 1982 | 4850        | [ 4 ]       |
| 1990 | 5097        | [ 4 ]       |
| 1999 | 5498        | [ 4 ]       |
| 2006 | 5201        | [ 4 ]       |
| 2011 | 5455        | [ 4 ]       |
| 2013 | 5497        |             |
| 2015 | 5540        | [ 5 ]       |
| 2016 | 5592        | [ 6 ]       |
| 2017 | 5551        | [ 7 ]       |
| 2018 | 5592        | [ 8 ]       |
| 2019 | 5634        | [ 9 ]       |
| 2020 | 5601        | [ 10 ]      |
| 2021 | 5549        | [ 11 ]      |
| 2022 | 5509        | [ 2 ]       |